# ゴールドビーチ (オレゴン州)
ゴールドビーチ（英: Gold Beach）は、アメリカ合衆国オレゴン州カリー郡の市であり、同郡の郡庁所在地である。オレゴン海岸沿岸に位置する。2000年度国勢調査の発表によれば、同年における市の人口は1,897人だった。

## 歴史
この集落はもともと1850年代にエレンズバーグ（Ellensburg）と呼ばれていたが、数百という砂金鉱から金が採れたローグ川の河口近くにあった砂浜の名を取って、後にゴールドビーチと改められた。1863年にエレンズバーグ（Ellensburgh）郵便局が置かれ、1877年には綴りが簡略化されたエレンズバーグ（Ellensburg）郵便局に改称、1890年にゴールドビーチ（Gold Beach）郵便局に改称された。
1895年以来、ゴールドビーチに拠点を置く郵便船が、上流のアグネスまで郵便物を配達している。現在、アメリカ国内に残っている地方型の郵便船ルートは、このゴールドビーチの郵便船を含めて2つしかない。
ゴールドビーチは19世紀半ばから存在する集落であり、郡庁所在地としての地位も1859年からあるが、市制が施行されたのはずっと後の1945年のことである。

## 地理
アメリカ合衆国国勢調査局の発表によれば、市の総面積は6.5 km2（2.5 mi2）であり、うち6.0 km2（2.3 mi2）が陸地、0.52 km2（0.2 mi2）が水域である（水域率 7.54%）。
ゴールドビーチ市域は、ローグ川とバーレイ・ビーチ（ベイリー・ビーチとも）が北部境界線を形成している。

## 気候
ゴールドビーチの気候は、冬は涼しく湿気がとても高く、夏は温暖で比較的乾燥している。1月の平均最高気温は54.0 °F (12.2 °C)、平均最低気温は40.6 °F (4.8 °C)である。7月の平均最高気温は67.7 °F (19.8 °C)、平均最低気温は51.2 °F (10.7 °C)である。1年間の内、90 °F (32 °C)を超える日数は平均0.1日、32 °F (0 °C)以下となる日数は平均9.2日である。過去最高気温の記録は1973年9月10日の102 °F (39 °C)、過去最低気温の記録は1962年1月21日の12 °F (−11 °C)である。
平均年間降水量は79.09インチ (2,009 mm)である。測定可能な降水が発生する年間日数は平均132日である。年間降水量が最も多かったのは1953年で、119.26インチ (3,029 mm)を記録した。反対に最も年間降水量が少なかったのは1976年で、38.57インチ (980 mm)だった。月間降水量が最も多かったのは1973年11月で、34.48インチ (876 mm)を記録した。24時間降水量が最も多かったのは1987年12月3日で、7.94インチ (202 mm)を記録した。降雪は非常に稀であり、平均年間降雪量は0.2インチ (5.1 mm)である。年間降雪量が最も多かったのは1972年で、9.0インチ (230 mm)を記録し、この年の1月の降雪量は6.5インチ (170 mm)、12月の降雪量は 2.5インチ (64 mm)だった。

## 人口動態
2000年の国勢調査では、市の人口は1,897人で、829世帯、509家族が暮らしていた。人口密度は813.7/mi2（314.4/km2）だった。423.4/sq mi（163.6/km²）の平均密度に987軒の住宅が建っている。人種構成は、白人93.09%、アジア系0.90%、アフリカン・アメリカン0.26%、先住民2.21%、太平洋諸島系0.05%、その他の人種1.16%、および混血2.32%である。人口の2.69%はヒスパニックまたはラテン系だった。
829世帯のうち、24.4%が18歳未満の子供と一緒に生活しており、48.7%は夫婦で生活している。10.3%は未婚の女性または寡婦が世帯主であり、38.5%は結婚していない。33.2%は1人以上の独身の居住者が住んでおり、14.7%は65歳以上で独身である。1世帯の平均人数は2.19人であり、結婚している家庭の場合は、2.75人である。
市内の住民は21.0%が18歳未満の未成年、18歳以上24歳以下が6.2%、25歳以上44歳以下が23.4%、45歳以上64歳以下が30.5%、および65歳以上が19.0%にわたっている。中央値年齢は45歳である。女性100人ごとに対して男性は92.4人である。18歳以上の女性100人ごとに対して男性は91.2人である。
この都市の世帯ごとの平均的な収入は30,243米ドルであり、家族ごとの平均的な収入は37,634米ドルである。男性は31,083米ドルに対して女性は23,512米ドルの平均的な収入がある。この地域の一人当たりの収入 (per capita income) は16,717米ドルである。人口の12.4%%および家族の8.8%は貧困線以下である。全人口のうち18歳未満の12.8%および65歳以上の6.9%は貧困線以下の生活を送っている。

## 教育
ゴールドビーチの教育は、セントラルカリー公立学区の管轄である。ライリークリーク学校およびゴールドビーチ高等学校が市内にある。

## 居住経験者
- グレゴリー・ハリソン - 俳優[6]
- トラヴィス・ラッシュ - カントリーミュージック歌手
- ブリジット・ウィルソン - 女優

## 交通
- ゴールドビーチ市営空港